# Crossover (automobile)
Pour les articles homonymes, voir CUV.
Ne doit pas être confondu avec Sport utility vehicle.
Un crossover (de l'anglais), aussi appelé véhicule métis ou tout-chemin de loisir (TCL) (en France) ou véhicule multisegment (au Canada), est un type de véhicule automobile résultant du croisement par exemple d'une automobile de type SUV (TTL/VUS) et d'une automobile de type berline voire coupé ou monospace, dans le but de profiter des avantages que présente chacun des deux segments ainsi croisés.

## Terminologie
Le terme de « crossover » dans l'industrie automobile est apparu à la fin des années 1980 en Amérique du Nord. En anglais, « crossover » signifie « croisement » et désigne ici le mélange ou « métissage » de deux types de véhicules.

## Histoire
Le Moskvitch 410 (en) est souvent considéré comme le premier essai de crossover de l'histoire de l'automobile. Ce modèle, fabriqué à partir de 1957 par le constructeur soviétique Moskvitch, était un véhicule à transmission intégrale construit sur la base de la berline Moskvitch 402 (1956-1958).
En France, dès 1977, la collaboration entre Matra et Simca conduit à la fabrication d'un modèle précurseur du crossover, le Rancho.
Le crossover n'a, depuis lors, cessé d'évoluer pour aboutir à une toute nouvelle génération de modèles automobiles, avec notamment l'arrivée du Renault Avantime, en 2001, qui est un mélange de monospace et de coupé, mais qui n'a pas réussi à séduire un large public. 
Avec une croissance de 30 % entre 2003 et 2005 aux États-Unis, le crossover y surpasse les ventes de SUV en 2006.

Débuts des crossovers
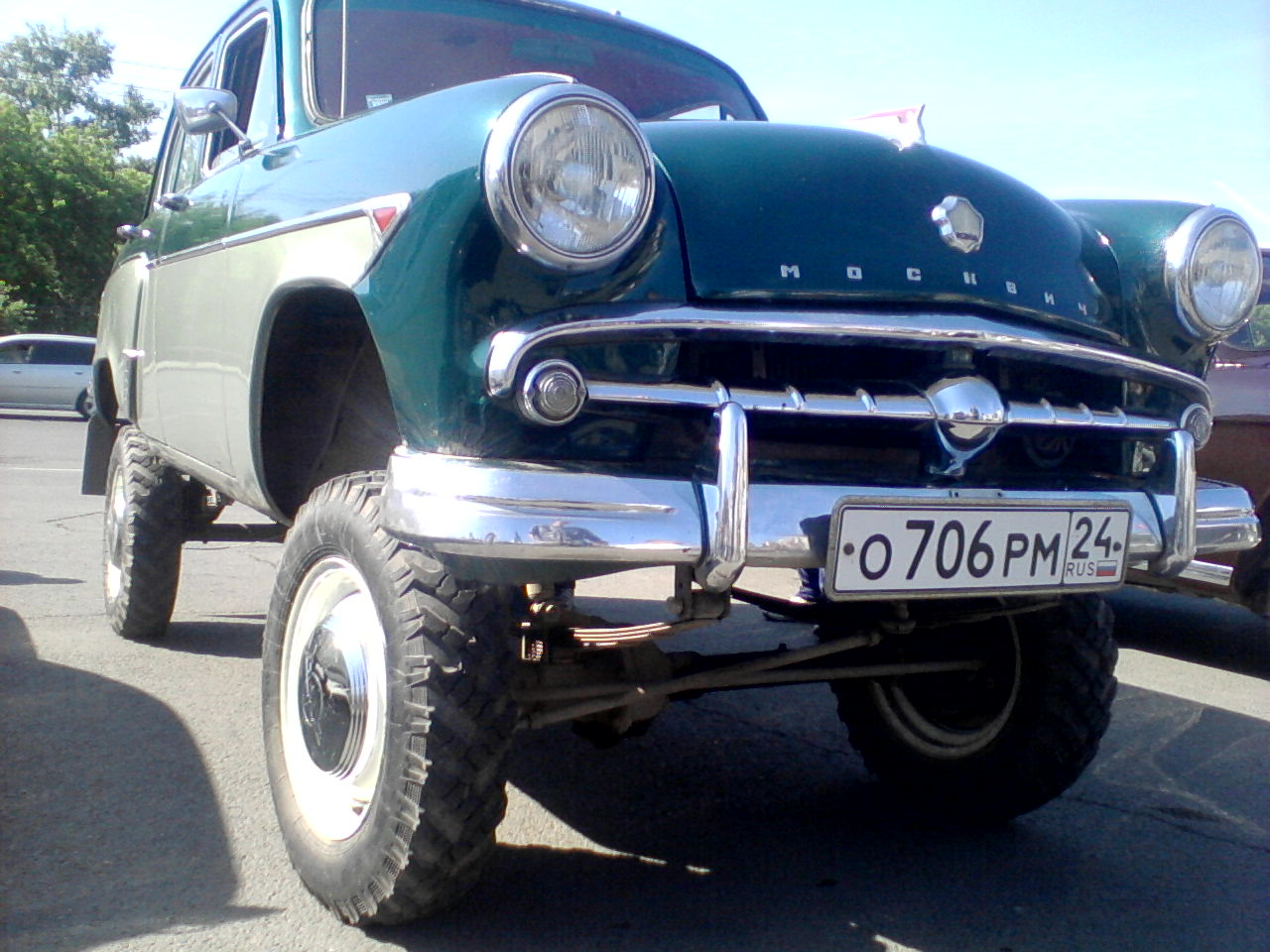
Le Moskvitch 410 (1957) - 4x4 ou Crossover ?
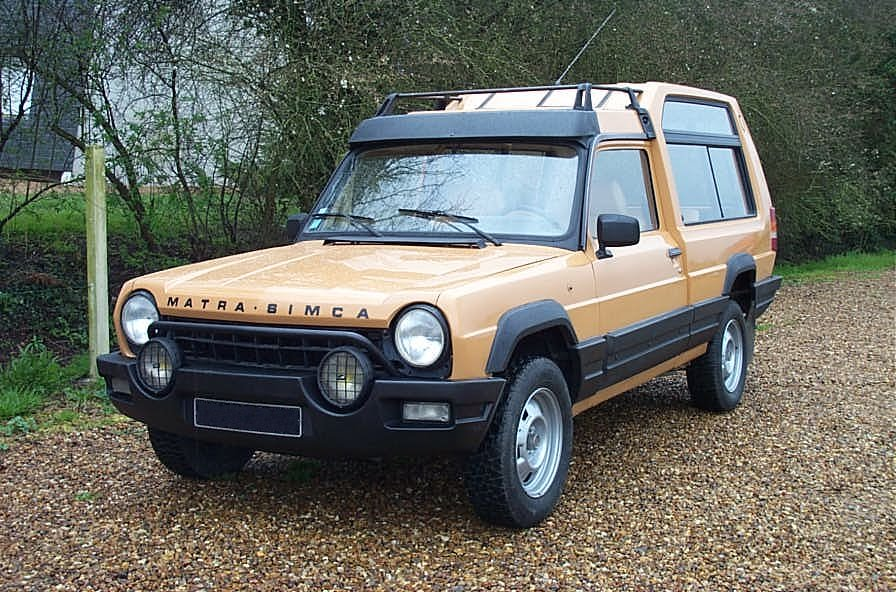
Matra Rancho (1977) Crossover ou ludospace ?
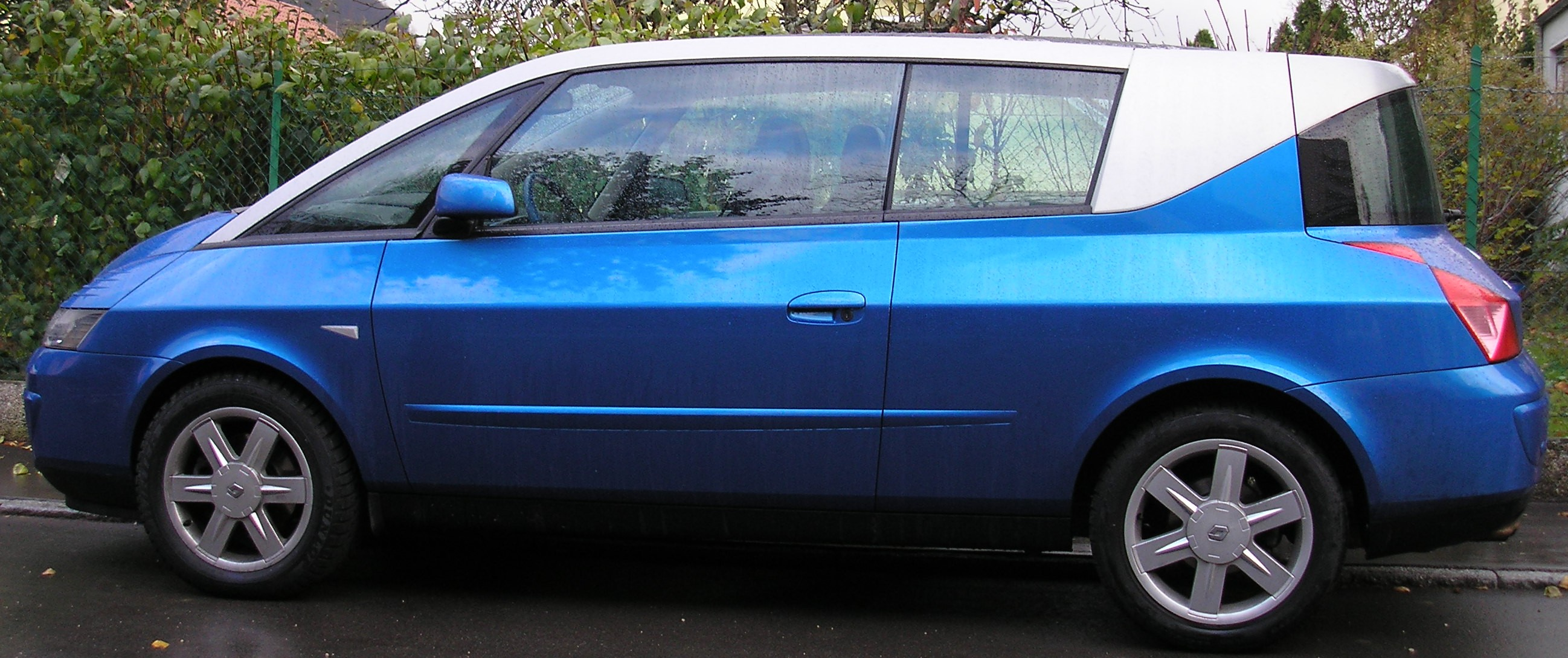
Renault Avantime (2001) - Crossover, coupé ou monospace ?

Il faut attendre l'arrivée du Nissan Qashqai en 2007 pour que ce type de véhicule se démocratise en Europe. Devant le succès de ce modèle, d'autres constructeurs ont investi ce segment en proposant leur propre variante à l'image du Peugeot 3008 ou bien en s'orientant vers les SUV.

## Caractéristiques
Un crossover, (« véhicule multisegment », « multisegment », « véhicule métis », ou « métis » en français) est à la base un véhicule s'inspirant d'un SUV, mais conçu sur une plate-forme de berline. Le terme était ainsi utilisé aux États-Unis pour marquer la distinction par rapport aux SUV traditionnels, conçus, eux, sur un châssis plus grand de type « camionnette ». La majorité des « SUV compacts » du marché européen sont considérés comme des crossovers au sens nord-américain.
De par leur architecture commune avec les berlines, les crossovers ont généralement l'avantage d'avoir un meilleur comportement routier que les SUV, une moindre consommation de carburant, et d'être moins chers à l'achat.
En Europe, le terme « crossover » n'est réellement utilisé que pour désigner certains SUV dérivés de berline, possédant une allure de break sportif ou de coupé. Les autres continuant à être désignés sous le nom SUV, sans faire de différence entre les monocoques et châssis à échelle.

Crossovers anciens
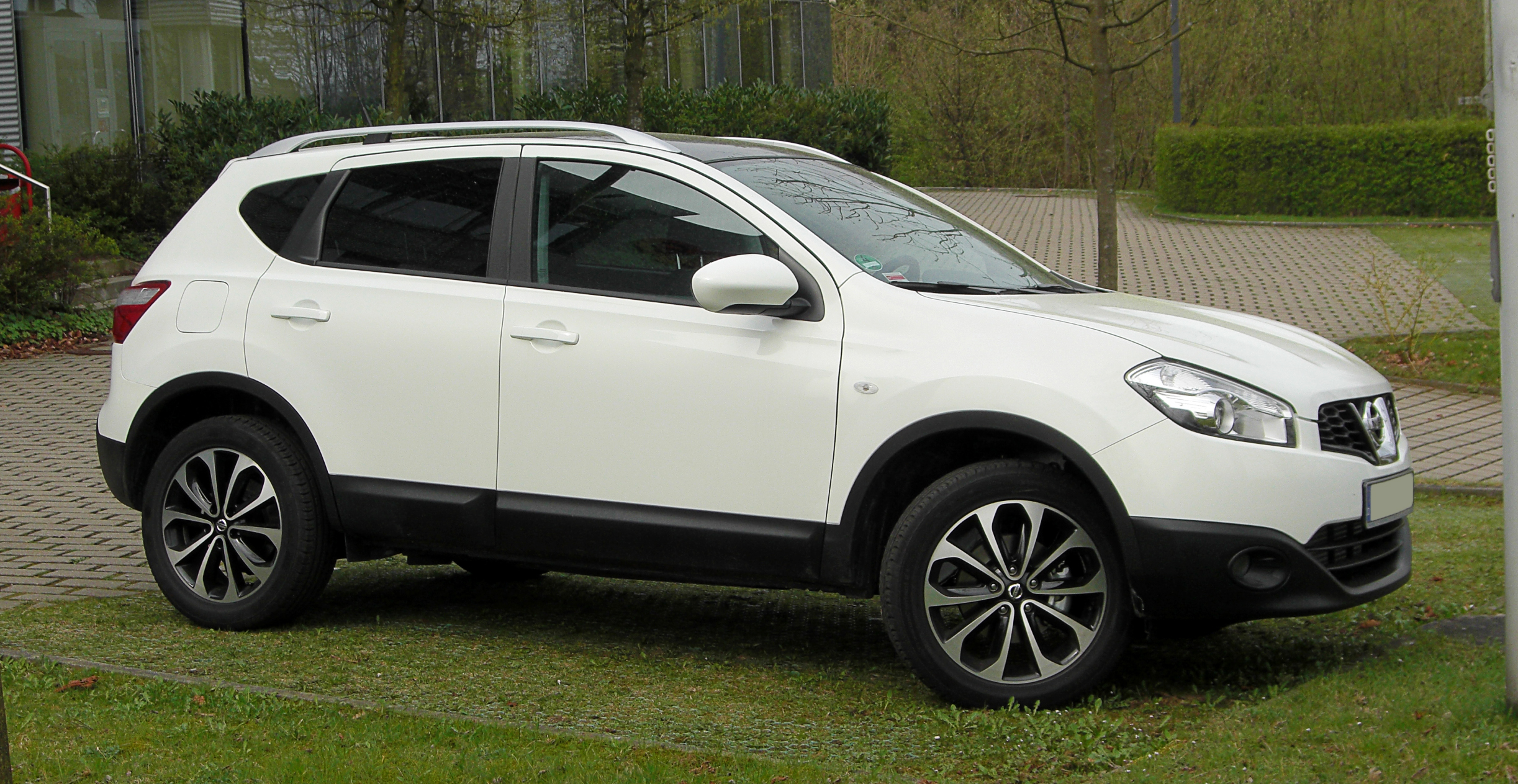
Nissan Qashqai (2007)
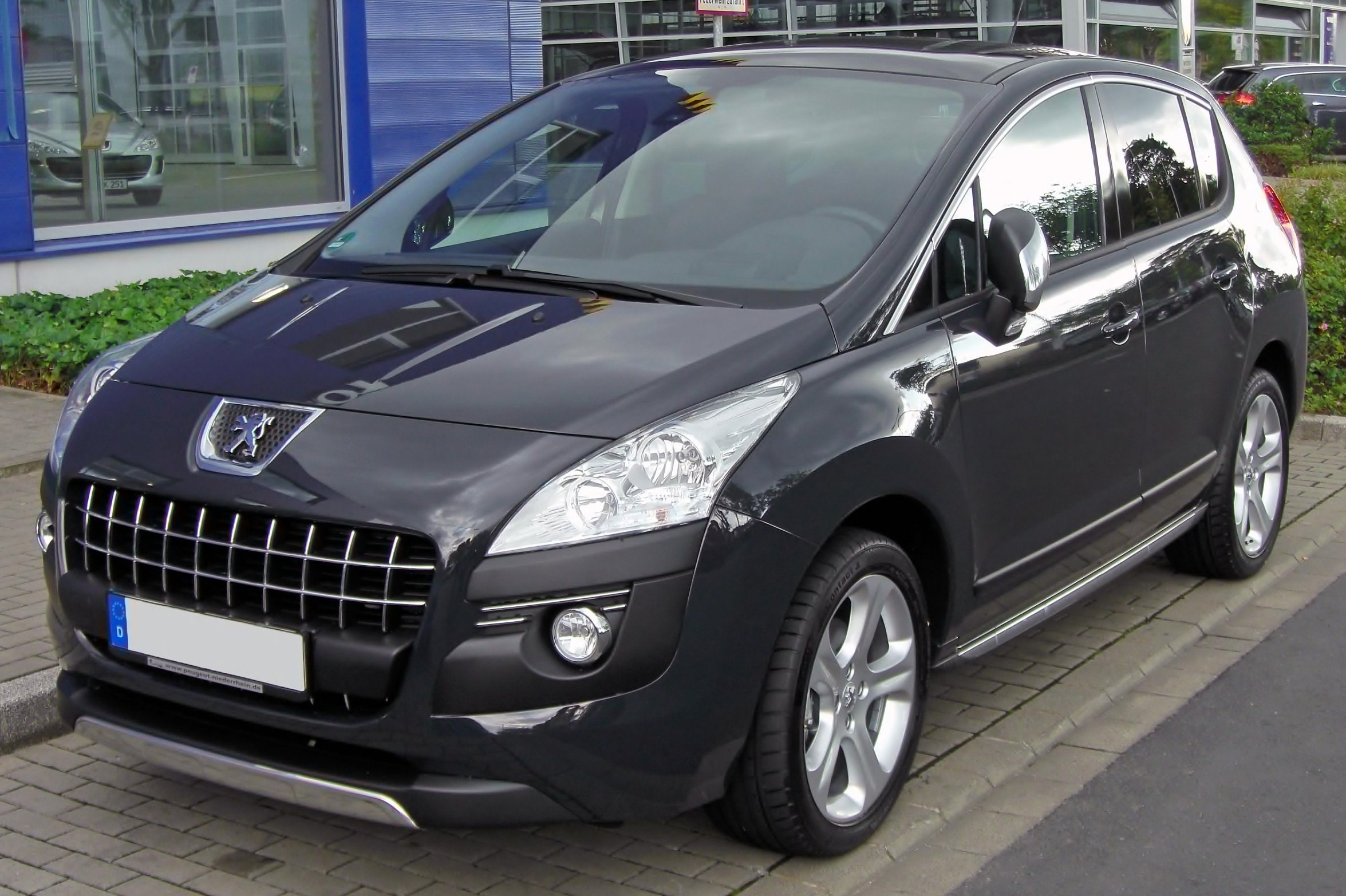
Peugeot 3008 (2009)

## Modèles de crossovers
Liste non-exhaustive
- BMW X2
- BMW X4
- BMW X6
- Chevrolet Orlando
- Citroën C4 Aircross
- Citroën C4 Cactus
- Dodge Caliber
- DS 5
- Fiat 500X
- Fiat Freemont / Dodge Journey
- Ford Edge
- Honda CR-V
- Honda HR-V
- Hyundai Kona
- Infiniti EX
- Infiniti FX
- Infiniti JX
- Infiniti QX30
- Jaguar F-Pace
- Kia Niro
- Lamborghini Urus
- Lexus NX
- Lexus RX
- Maserati Levante
- Mazda CX-3
- Mazda CX-30
- Mazda CX-5
- Mazda CX-7
- Mazda CX-9
- Mercedes-Benz Classe GLA
- Mercedes-Benz Classe GLC
- Mercedes-Benz Classe GLE coupé
- Mercedes-Benz Classe R
- Mitsubishi ASX, Mitsubishi RVR
- Mitsubishi Eclipse Cross
- Mitsubishi Outlander
- Mini Countryman
- Mini Paceman
- Nissan Juke
- Nissan Murano
- Nissan Qashqai
- Opel Crossland X
- Peugeot 408
- Peugeot 2008
- Peugeot 3008
- Peugeot 4008
- Porsche Cayenne
- Porsche Macan
- Range Rover Evoque
- Rayton Fissore Magnum
- Renault Avantime
- Renault Captur
- Renault Espace V
- Renault Kaptur
- Škoda Yéti
- Škoda Kamiq
- SsangYong Actyon
- SsangYong Rodius
- SsangYong Tivoli
- Subaru Forester
- Subaru Outback
- Tesla Model X
- Tesla Model Y
- Toyota C-HR
- Volkswagen T-Cross
- Volkswagen Tiguan
- Volkswagen Touareg
- Volvo C40
- Volvo XC40

Quelques crossovers
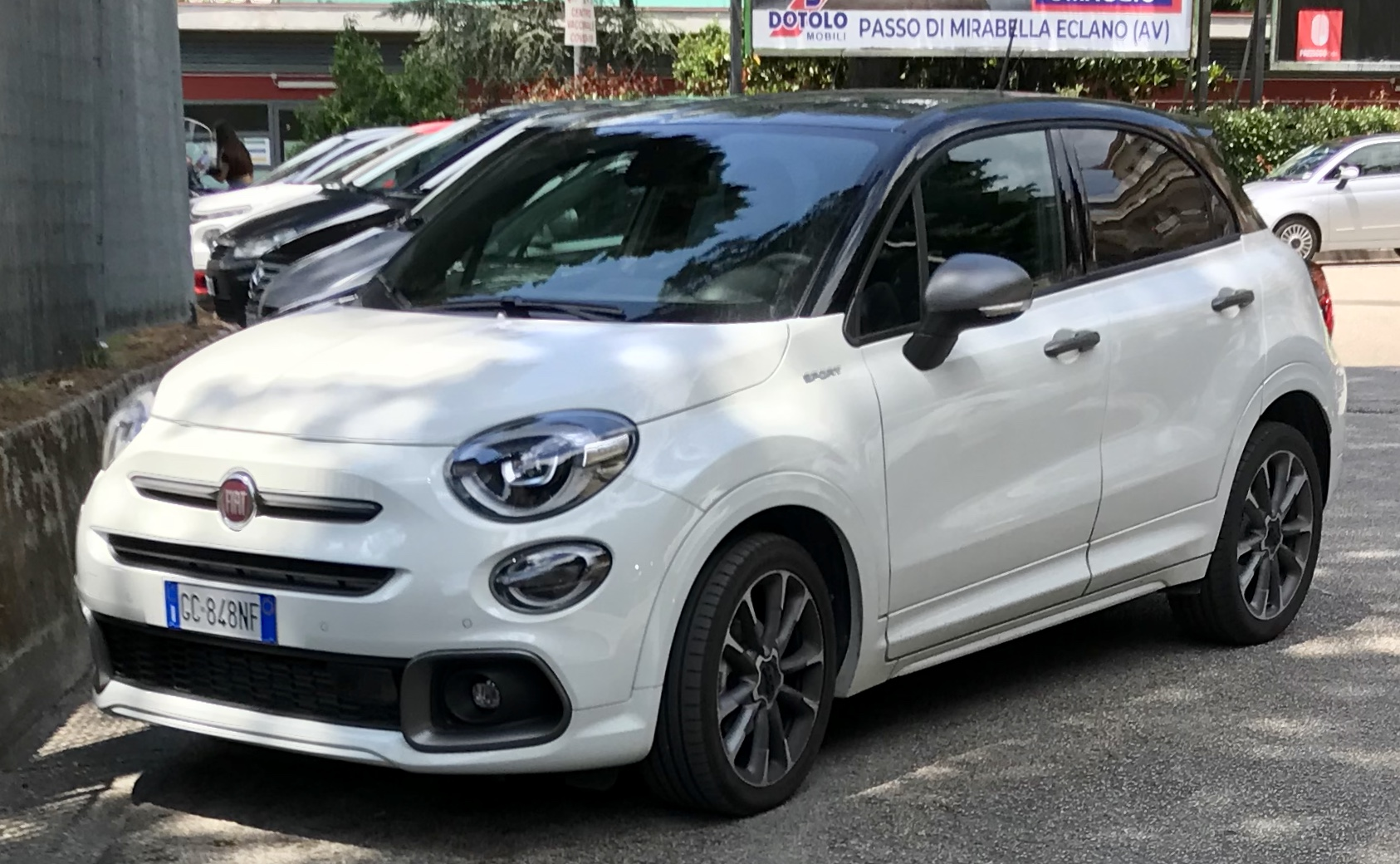
Fiat 500X
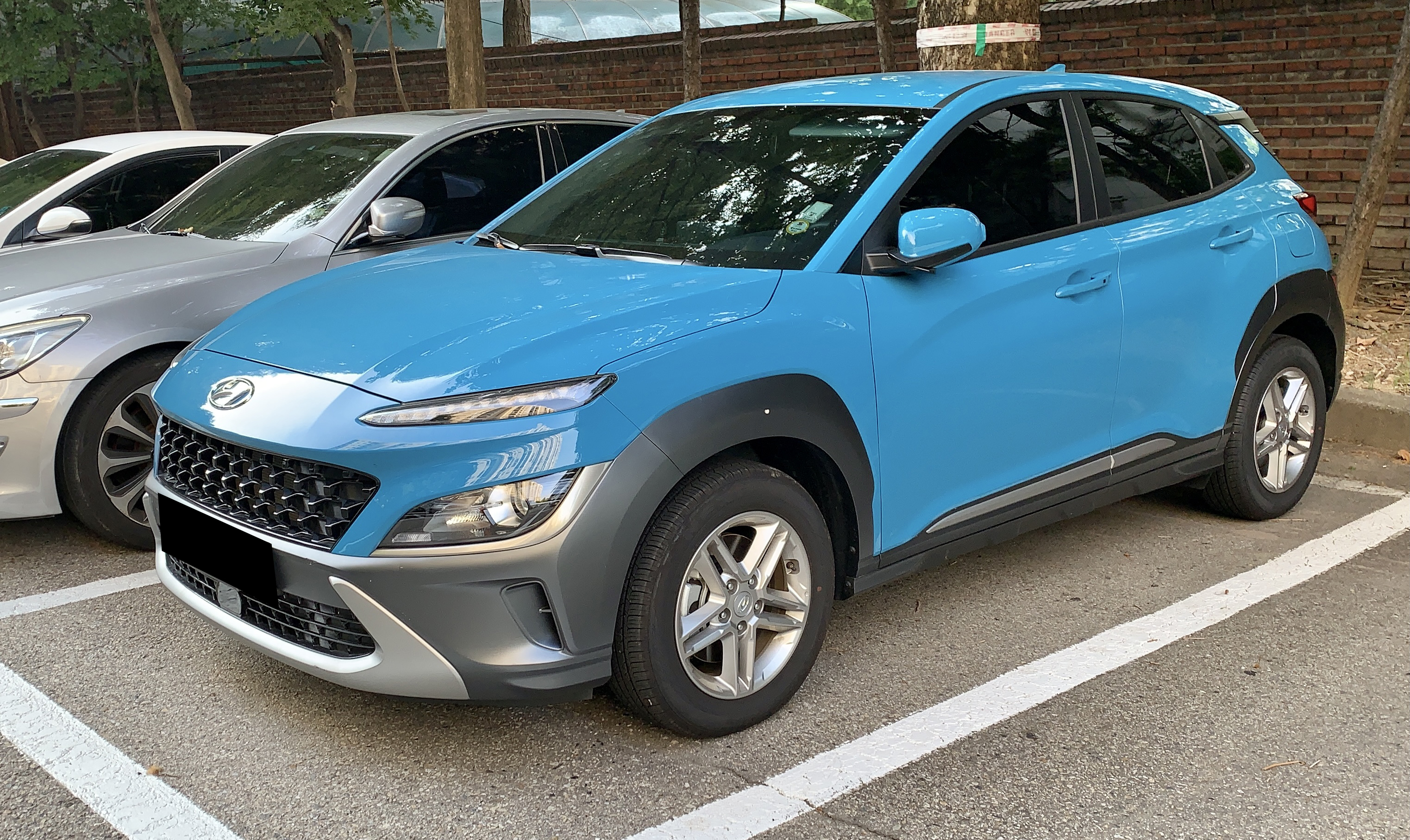
Hyundai Kona
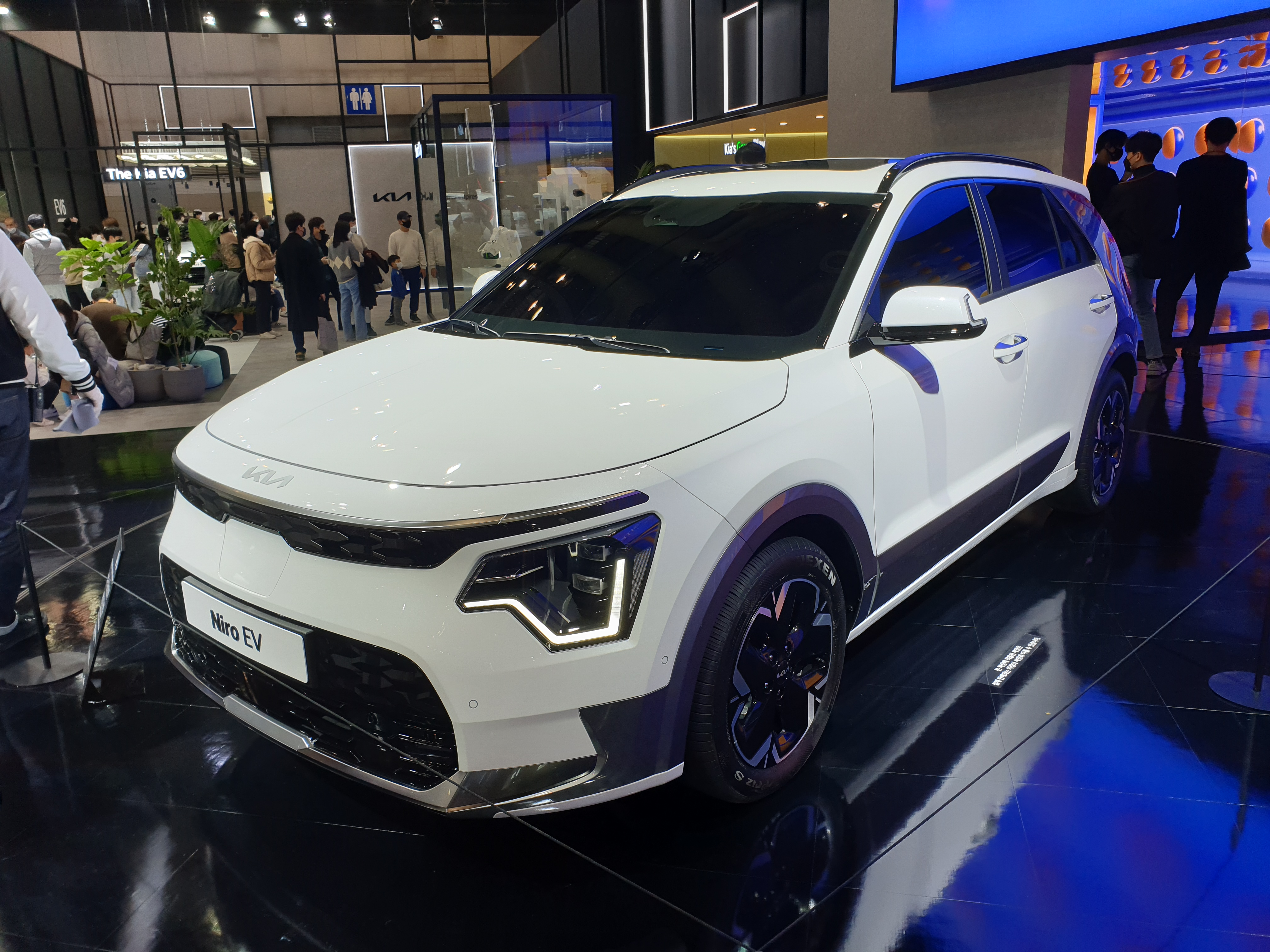
Kia Niro
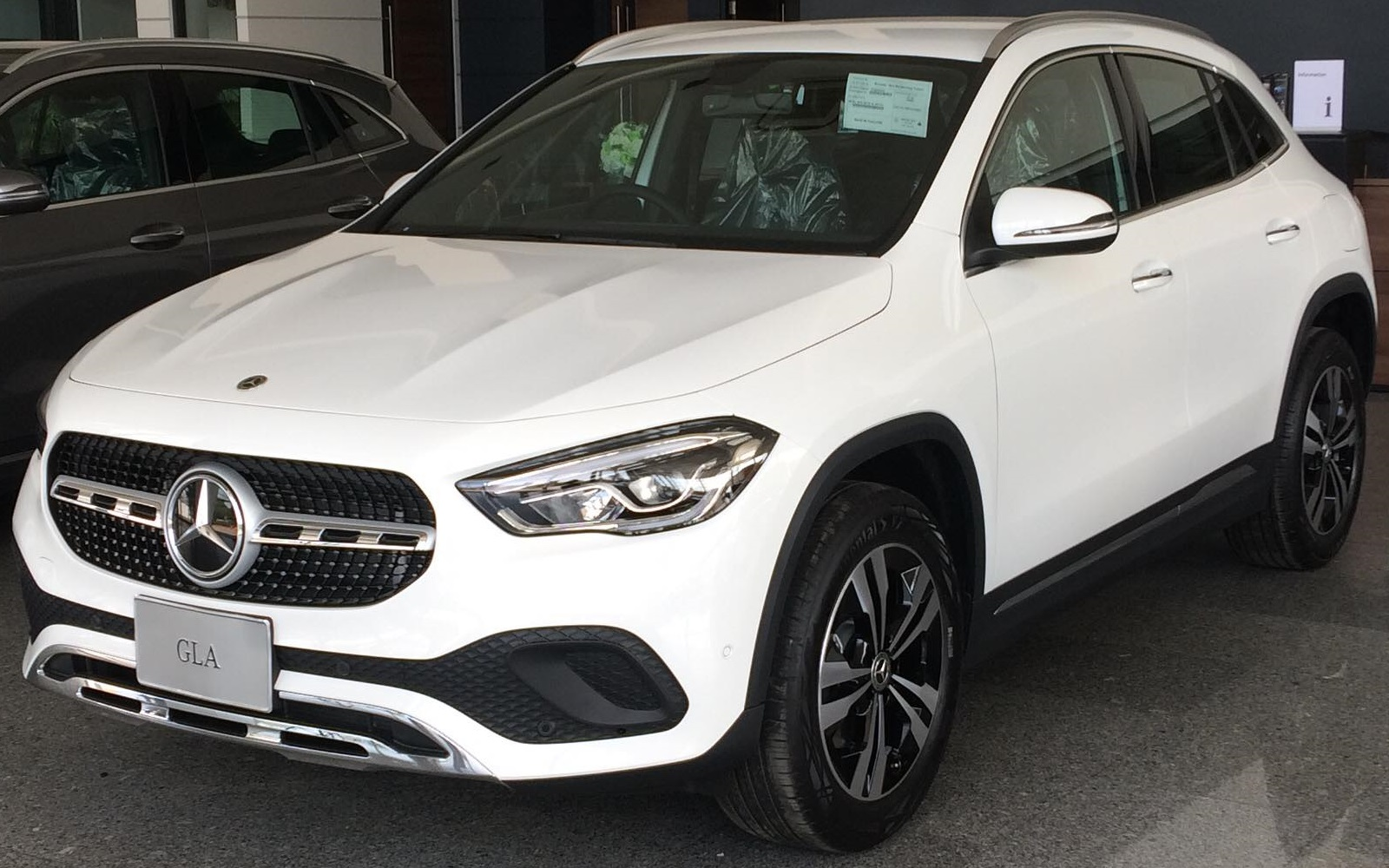
Mercedes-Benz Classe GLA
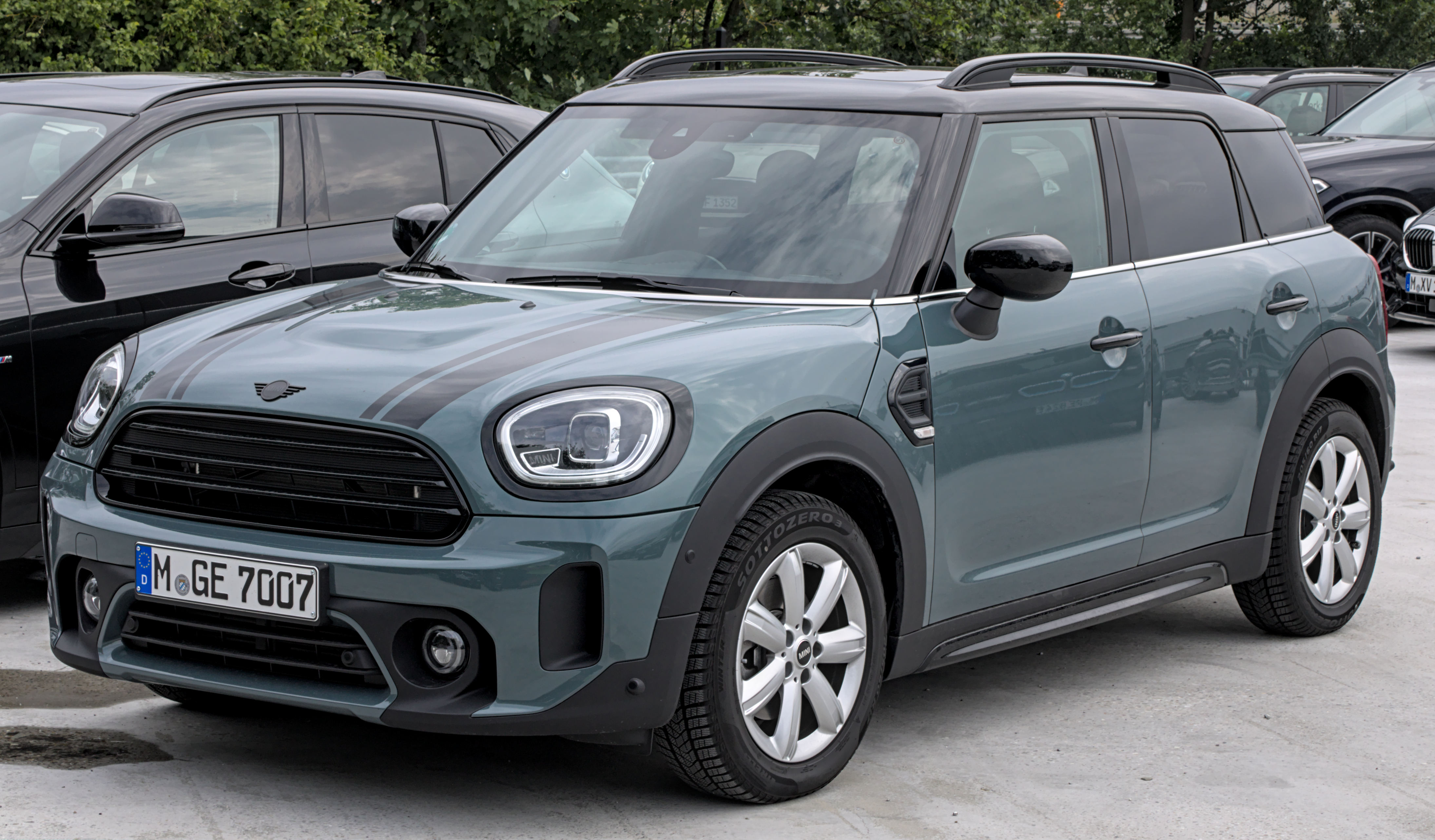
Mini Countryman
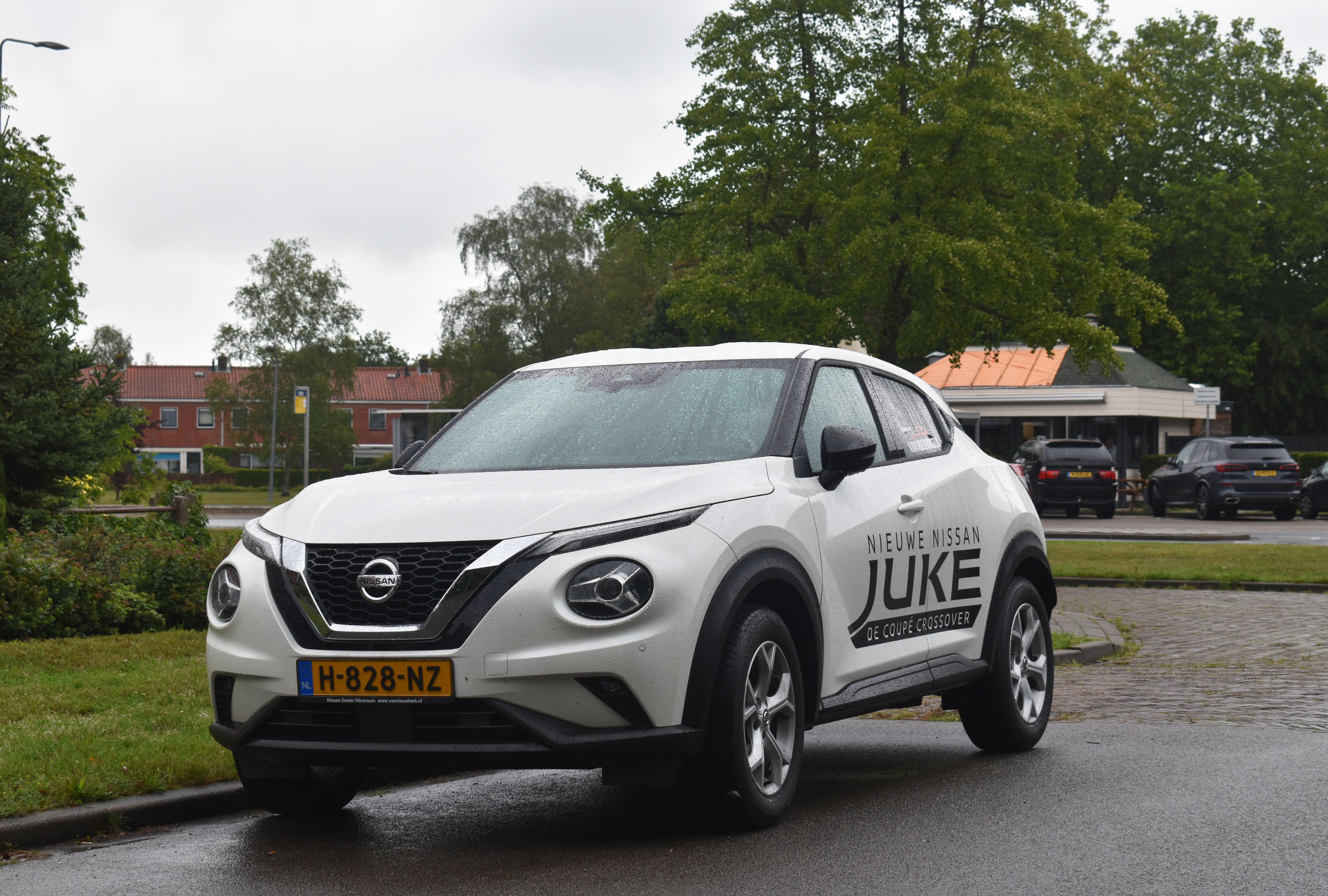
Nissan Juke
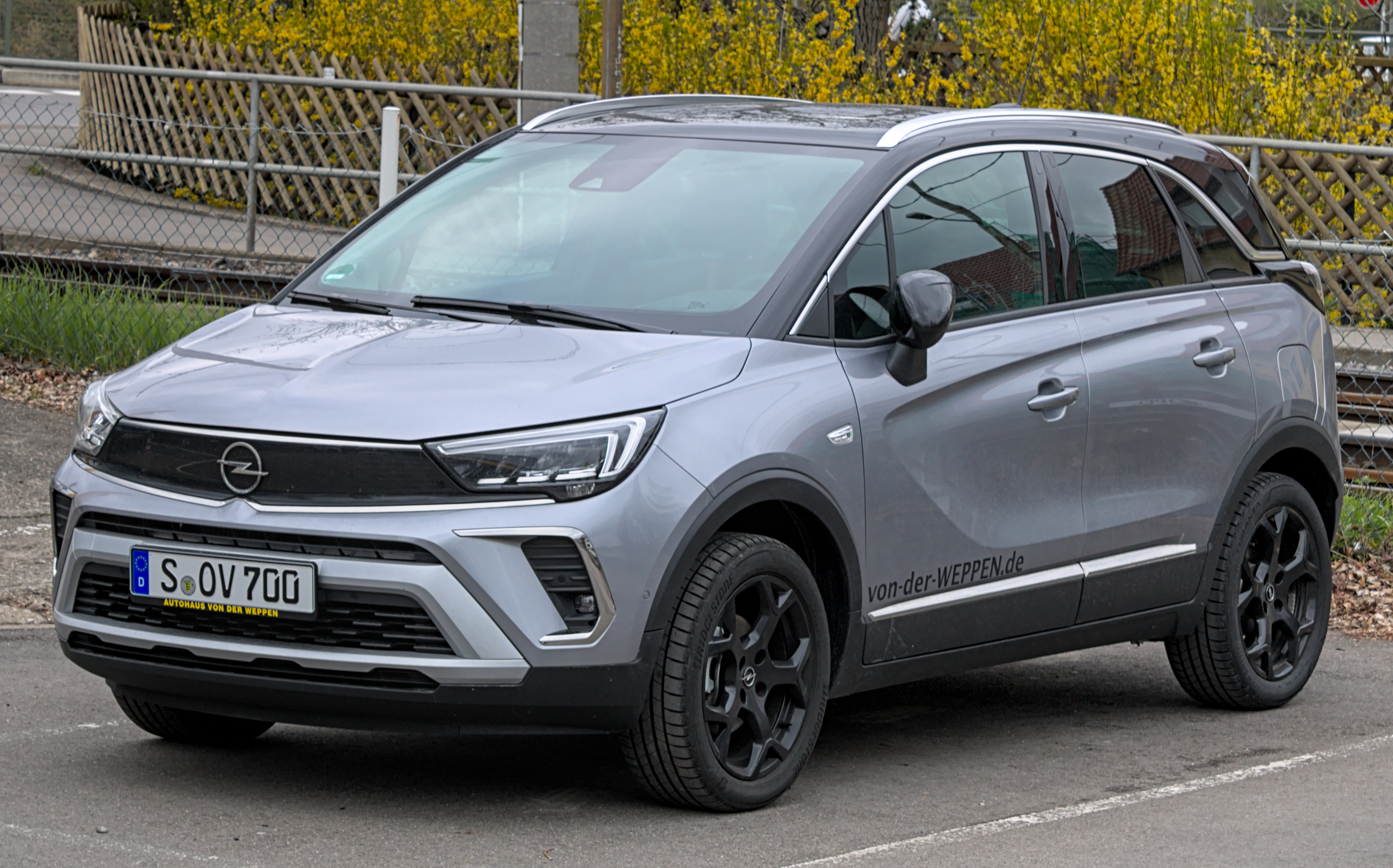
Opel Crossland
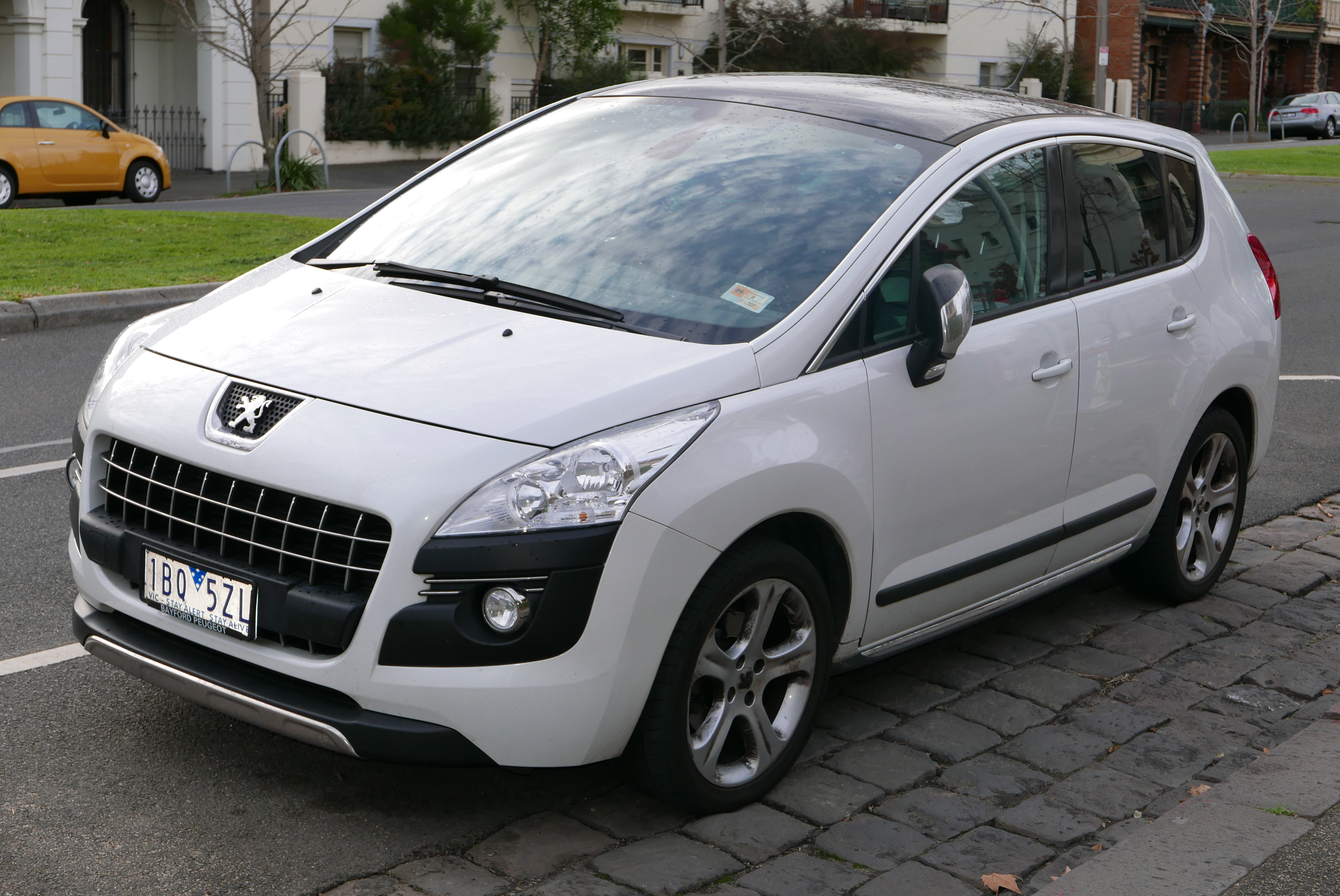
Peugeot 3008
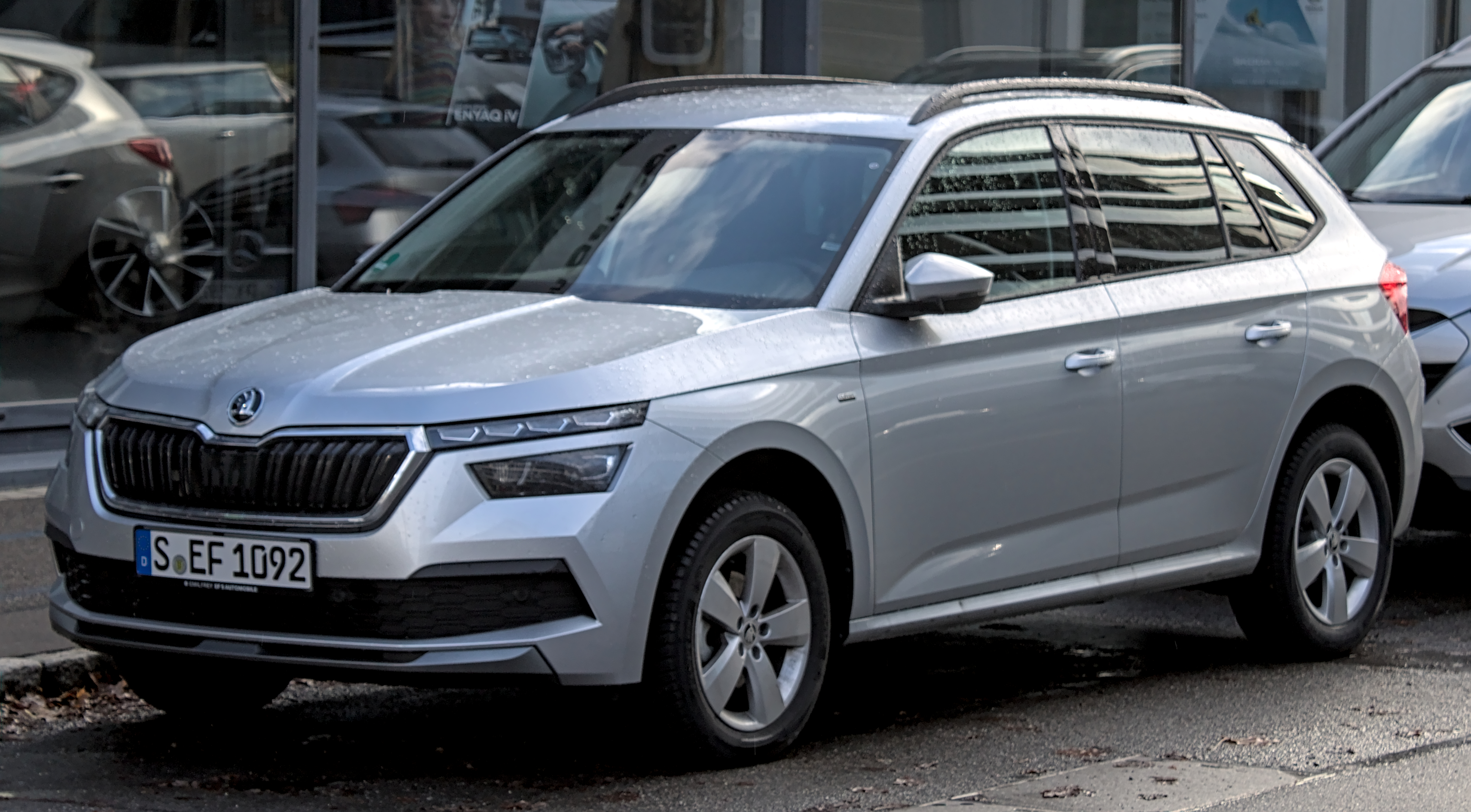
Škoda Kamiq
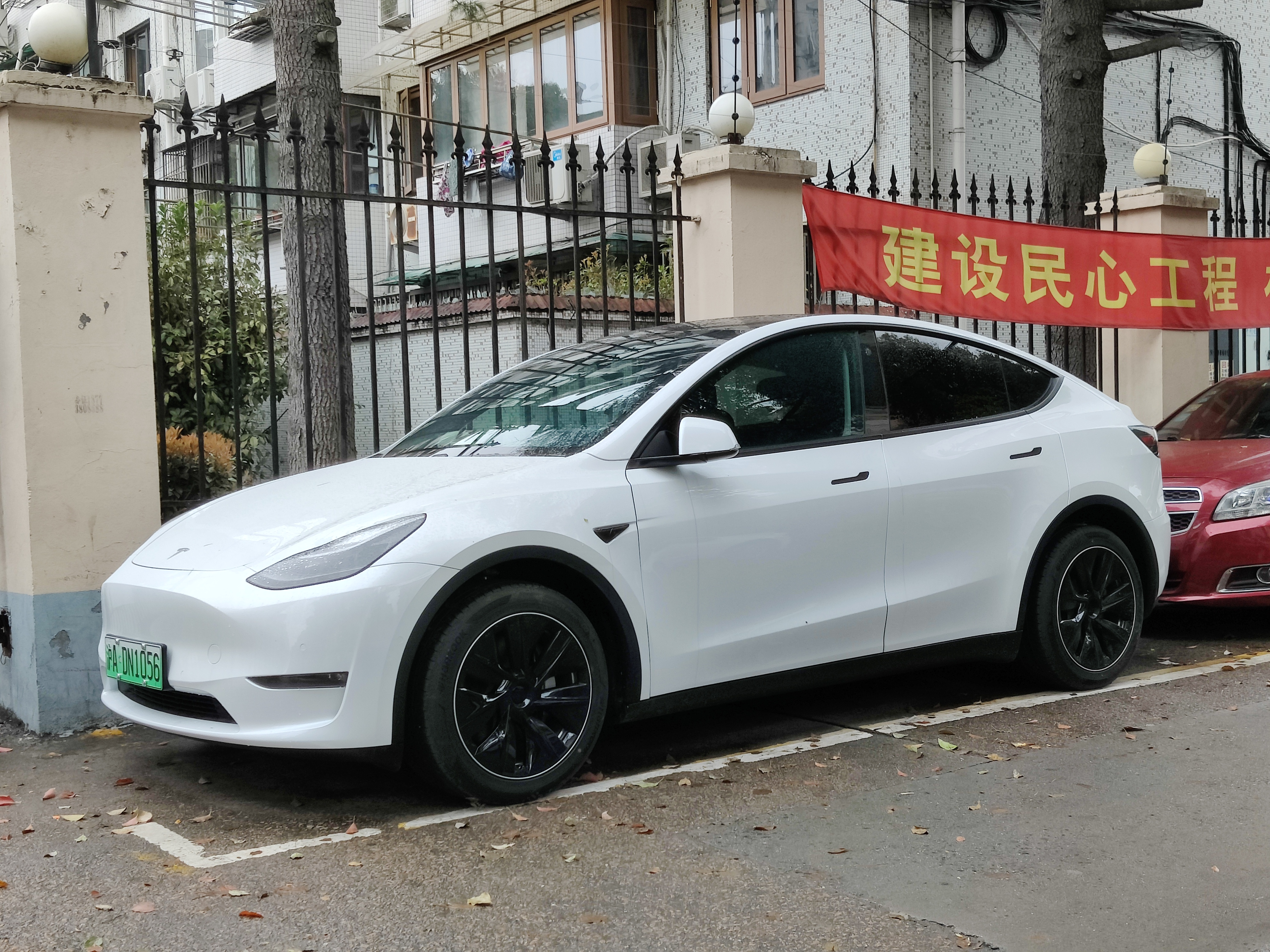
Tesla Model Y
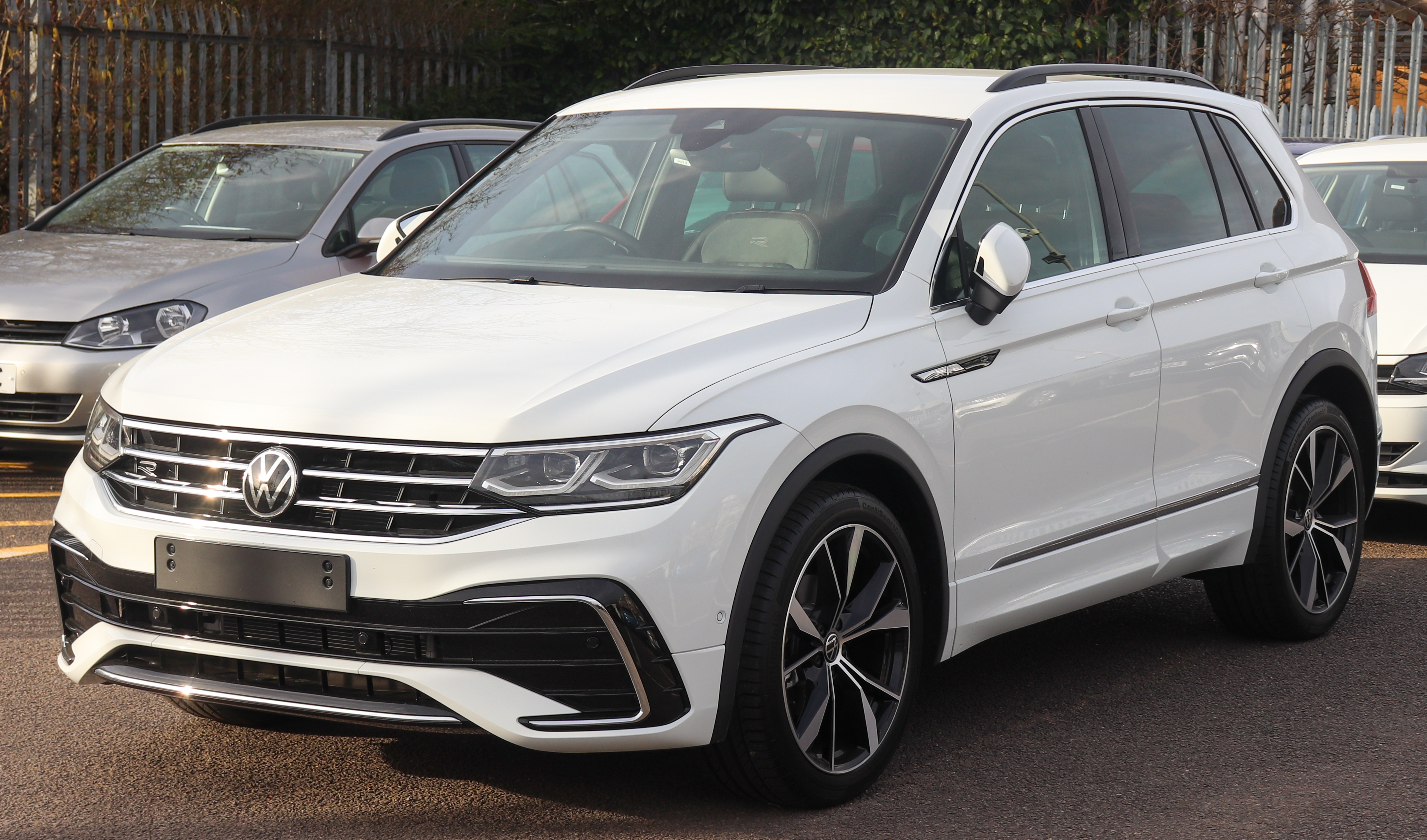
Volkswagen Tiguan